# Трихинелоза
Трихинелоза (или трихиноза) је паразитарно обољење које изазива Trichinella spiralis. Ларве трихина живе инкапсулиране у мишићима, а одрасли паразити у цревима човека и разних животиња (најчешће свиња, пацова, паса, лисица, јазаваца, медведа и мачака).

## Ток заразе
Trichinella spiralis је мали црв. Женка је дугачка 0.3 до 0,4 центиметара, а мужјак нешто краћи. Пошто je један део живота паразита у мишићима (као ларва), а други део у цревима (као одрасли паразит) истог домаћина, то се разликује мишићна и цревна трихинелоза.
Људи се заразе консумирањем сировог или недовољно термички обрађеног трихинелозног свињског меса. Капсуле мишићних трихинела се растварају у желудачној киселини човека. Ларве се ослободе и већ после 3 до 4 дана постају полно зреле. Ове цревне трихине се закаче за слузокожу црева и ту се паре. После парења мужјак угине, а женка се завлачи дубоко у слузокожу. Женке остају у животу 5 до 6, а некада и 12 недеља. Свака женка рађа око 1500 (некада и 10000) ларви. Ларве су дугачке око 0,10 милиметара. Ларве продиру у слузокожу црева и путем крви разносе се по целом телу домаћина. Задржавају се углавном у мишићима и ту могу да се развијају само у оним мишићним влакнима које имају сарколему. Ларве се најчешће налазе у меснатом корену дијафрагме, као и у осталим деловима дијафрагме, затим у мишићима гркљана, језика, трбуха и интеркосталним мишићима. Три недеље после инфестације завршен је раст мишићне трихинеле, које достигну дужину од око 0,8 до 1,0 милиметара. После тога се савијају и заузимају спиралан облик. У току другог месеца од инфестације око трихине почиње да се ствара капсула. Капсула је у почетку прозирна. После 6 месеци почиње закречавање капсуле које завршава за 15 до 16 месеци. Закречена капсула је непрозирна. Трихинела у закреченој капсули остаје обично неповређена. У овом латентном стању трихинела може да проведе и преко 20 година.

## Манифестација заразе
Мишићне трихинеле се уништавају загревањем при 62 до 70 °C. При -15 °C уништавају се за 20 дана, при -30 за 24 часа, а при -37 °C за 2 минута. Димљење, сољење и саламурење делује на њих неповољно, али их не уништава.
Главни преносници трихинела су пацови, од којих се заразе свиње, а преко свињског меса човек. Код човека се први знаци болести појаве најчешће 5 до 8 дана после узимања зараженог меса (при јакој инвазији већ после 24 часа). Поремећаји прво настају у цревном тракту, нарочито при завлачењу женки у цревну слузокожу. Болест се у овој фази манифестује у следећем: 
- Запаљење слузокоже црева
- Болови у трбуху
- Одсуство апетита
- Пролив
- Немоћ
- Повраћање
- Несвестица и сл.[2]

При инвазији трихина у мишиће јављају се други знаци болести:
- Висока температура (40 до 41 °C)
- Отоци очних капака
- Оток лица и ногу
- Болови у мишићима
- Болови у зглобовима
- Промуклост
- Отежано жвакање и гутање.[2]

Трихинелозне свиње обично не показују никакве знакове болести, због тога се свињско месо обавезно испитује на трихине лабораторијски (микроскопски и то најчешће помоћу тзв. трихиноскопа). За трихиноскопски преглед свињског меса узима се узорак дијафрагме и то од сваке половине свиње по један комад величине лешника. Приликом прегледа меса, трихиноскоп се повећава 70 до 80 пута, а пречник видног поља мора да износи најмање 110 до 115 милиметара. За трихиноскопски преглед обично се не користе микроскопска стакла већ тзв. компросери. То су две стаклене плоче које се помоћу шрафова приљубљују једна уз другу. Једна од ових стаклених плоча је подељена на више једнаких поља (обично два реда по 14 поља), а на свако од поља ставља се по један делић узоркованог меса.